# Asociación China de Fútbol
La Asociación China de Fútbol (en chino tradicional, 中國足球協會; en chino simplificado, 中国足球协会; pinyin, Zhōngguó Zúqiú Xiéhuì) es el organismo rector del fútbol en la República Popular China. Fue originalmente fundada en 1924 y pertenece a la FIFA desde 1931 y a la AFC desde 1974. Su sede está en Pekín. Se encarga de la organización de la liga profesional china así como de los partidos de la Selección de fútbol de China en sus distintas categorías.

## Historia
La federación china se fundó inicialmente en 1924 y en 1931 ingresó en la FIFA. Sin embargo, fue traslada a Taiwán tras la guerra civil china.
En 1994, la CFA creó el primer campeonato de liga profesional, dividido en dos categorías (Jia A y Jia B). En 2004 la Jia A pasó a llamarse Superliga China.